# Gens Lucilia
La gens Lucilia (o semplicemente Lucilii) fu un'antica famiglia patrizia romana di rango senatorio. Di origine centro-italica, risulta attestata a Pompei, Ostia, Tivoli, e anche in Italia settentrionale, soprattutto nei territori già abitati dalle tribù celtiche. Numerosi i fundi Luciliani citati nella Tabula Veleiate presente nell'Emilia occidentale.
Tra i personaggi più importanti della gens Lucilia ricordiamo:
- Gaio Lucilio, poeta latino satirico del II secolo a.C., considerato da Orazio uno dei progenitori della satira.
- Lucilia, sorella di Gaio Lucilio, madre di Pompeo Strabone e Pompea e nonna di Pompeo Magno; antenata della dinastia giulio-claudia tramite sua figlia;
- Lucilia, moglie di Pompeo Strabone e madre di Pompeo Magno e Pompea;
- Lucio Lucilio L. f., pretore nel 91 a.C.;
- Sesto Lucilio Basso, generale dell'Impero romano, impegnato nella prima guerra giudaica.